# Njord (album)
Njord – trzeci album studyjny zespołu Leaves' Eyes.

## Lista utworów
1. "Njord"
2. "My Destiny"
3. "Emerald Islands"
4. "Take the Devil in Me"
5. "Scarborough Fair"
6. "Through Our Veins"
7. "Irish Rain"
8. "Northbound"
9. "Ragnarok"
10. "Morgenland"
11. "The Holy Bond"
12. "Froya's Theme"

Bonus Tracks (Limited digipack edition)
1. "Landscape of the Dead"
2. "Les Champs de Lavande"

Bonus CD "At Heaven's End" (Special Fan Edition)
1. "At Heaven's End" (Non Album Track)
2. "Angus and the Swan" (Non Album Track)
3. "Irish Rain" (Acoustic Version feat. Carmen Elise Espenæs - Non Album Track)
4. "The Battle of Maldon" (Non Album Track)
5. "Scarborough Fair" (Acoustic Version - Non Album Track)
6. "Nine Wave Maidens" (Non Album Track)
7. "My Destiny" (Remix - Non Album Track)
8. "My Destiny" - Videoclip